# Josh Brookes

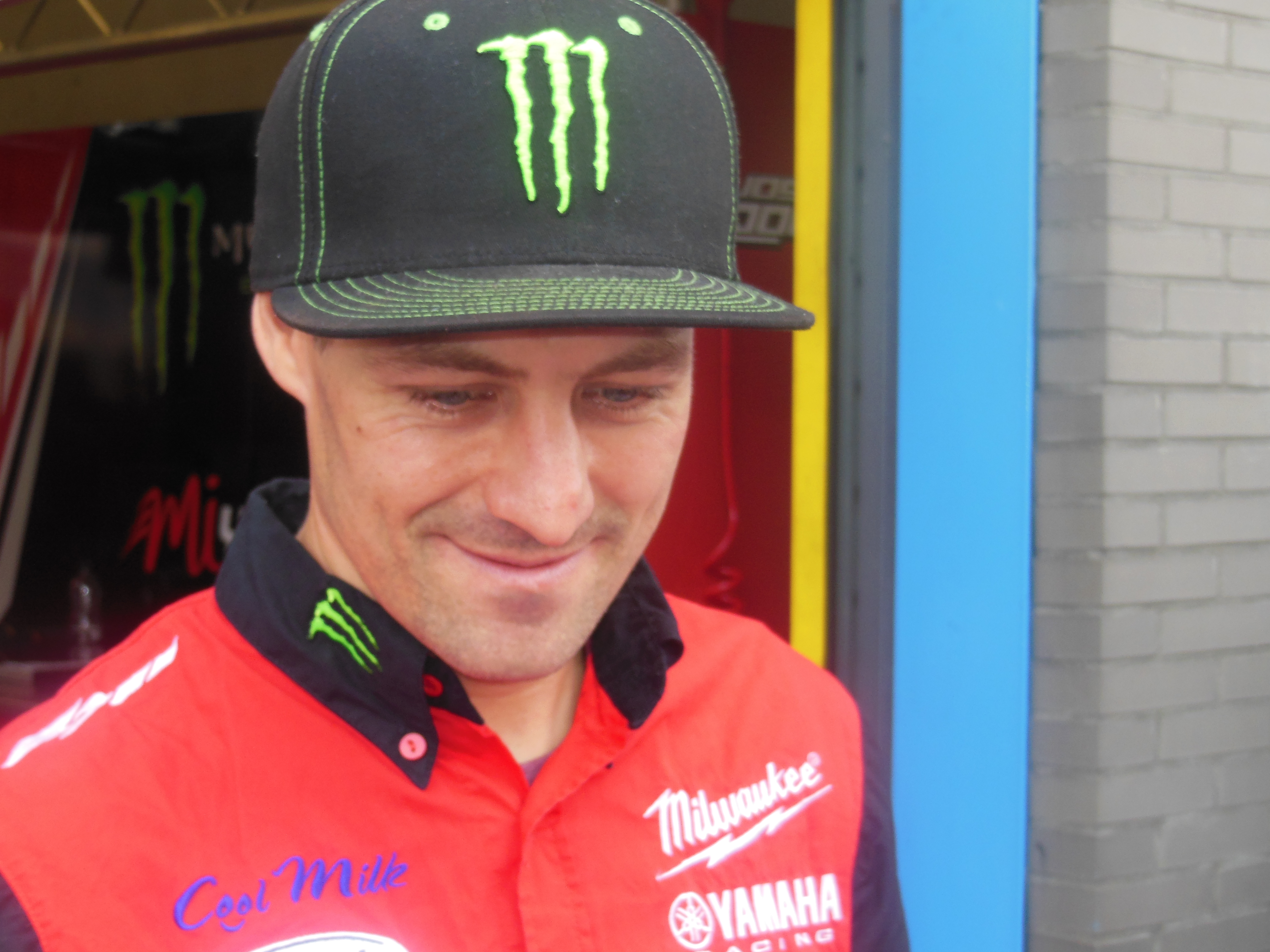
Josh Brookes op het TT-Circuit Assen in 2014.

Joshua Andrew Brookes (Sydney, 28 april 1983) is een Australisch motorcoureur. In 2015 en 2020 werd hij kampioen in het Brits kampioenschap superbike.

## Carrière
Brookes maakte in 2000 zijn debuut in de 125 cc-klasse van het wereldkampioenschap wegrace als wildcardcoureur tijdens zijn thuisrace op een Honda en eindigde hierin als achttiende. In 2001 was hij wederom ingeschreven voor zijn thuisrace, maar ditmaal in de 250 cc-klasse op een Yamaha. Hij startte de race echter niet. Hierna was zijn eerste grote optreden in de motorsport in 2004, toen hij in het wereldkampioenschap Supersport de race op Phillip Island als wildcardcoureur op een Honda wist te winnen. Hij eindigde dat jaar als zesde in het Australisch kampioenschap Supersport en als zevende in het Australisch kampioenschap superbike, voordat een zware crash zijn seizoen voortijdig beëindigde. In 2005 keerde hij terug in beide kampioenschappen op een Honda, die hij allebei won.
In 2006 kwam Brookes uit in het WK Supersport op een Ducati. Hij behaalde al snel een zesde plaats in zijn thuisrace op Phillip Island, maar verliet zijn team al na drie races. Enige tijd later maakte hij op Silverstone zijn debuut in het wereldkampioenschap superbike op een Kawasaki als vervanger van Franco Battaini. Zijn beste resultaten waren drie vijftiende plaatsen op Assen, Imola en Magny-Cours. Hierdoor eindigde hij met 3 punten op plaats 28 in het klassement.
In 2007 maakte het team van Brookes de overstap naar Honda-motoren. Hij behaalde zijn beste resultaat met een zevende plaats op Valencia. Na de zevende race op Silverstone werd hij vervangen door Yoann Tiberio als gevolg van een rechtszaak tegen het team, waardoor zij al een raceweekend moesten missen. Brookes keerde niet terug bij het team en maakte in plaats daarvan de overstap naar het WK Supersport, waarin hij op een Honda in de laatste vijf races reed. Hierin was een vijfde plaats op Brno zijn beste klassering. In de superbike-klasse werd hij zeventiende met 40 punten, terwijl hij in de Supersport-klasse op plaats 28 eindigde met 20 punten.
In 2008 reed Brookes een volledig seizoen in het WK Supersport op een Honda. In de race op Donington behaalde hij zijn tweede zege in de klasse. Verder behaalde hij podiumplaatsen op Phillip Island, Monza, Nürburg, Brno en Magny-Cours. Met 162 punten werd hij achter Andrew Pitt en Jonathan Rea derde in de eindstand. Ook reed hij dat jaar in een race van het Brits kampioenschap Supersport op een Honda, waarin hij de pole position behaalde en derde werd in de race.

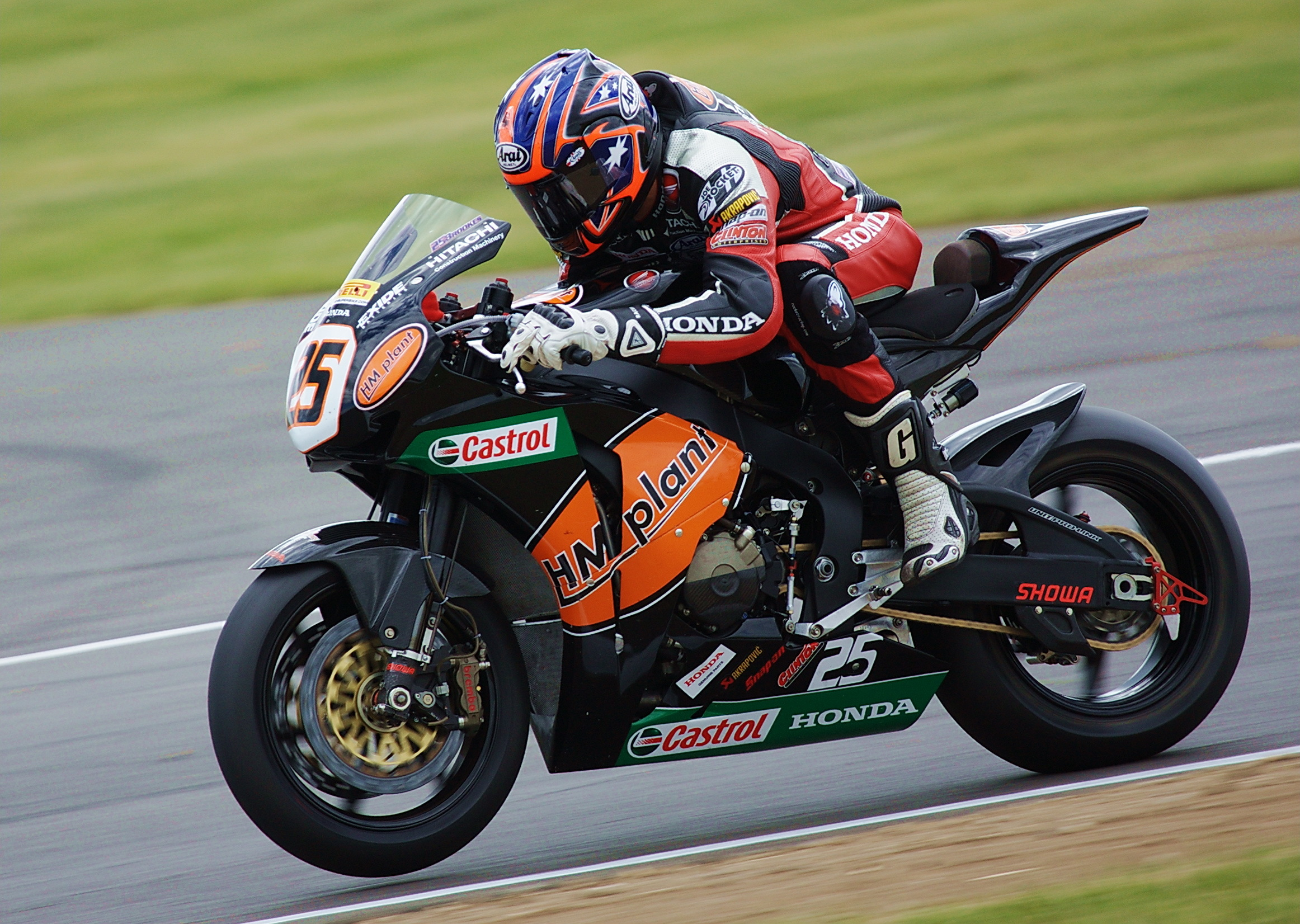
Josh Brookes in 2009.

In 2009 maakte Brookes de overstap naar het Brits kampioenschap superbike, waarin hij op een Honda reed. Hij moest het eerste weekend op Brands Hatch missen vanwege problemen met zijn visum en werd hierin vervangen door Steve Plater. In de derde ronde op Donington Park kwam hij in aanraking met Sylvain Guintoli, waardoor de Fransman een gebroken been opliep. Volgens Brookes begaven zijn remmen het, maar Honda ging hier niet in mee omdat zij dan aansprakelijk zouden zijn. Hij ontving uiteindelijk een voorwaardelijke raceban. Op Mallory Park verloor hij de controle over zijn motorfiets, waardoor hij uiteindelijk samen met raceleider Simon Andrews ten val kwam. De motor brak hierbij doormidden, waardoor olie op het circuit terechtkwam en vijf andere coureurs eveneens vielen. Brookes werd hierdoor voor de daaropvolgende twee raceweekenden uitgesloten van deelname. Ondanks de controverse om hem heen behaalde hij tien podiumplaatsen, waardoor hij met 188 punten vierde werd achter Leon Camier, James Ellison en Stuart Easton.
In 2010 bleef Brookes actief in de klasse en reed hierin opnieuw op een Honda. Hij won vijf races: twee op zowel Cadwell Park als het Snetterton Motor Racing Circuit en een op het Thruxton Circuit. In negen andere races behaalde hij het podium. Met 625 werd hij achter zijn teamgenoot Ryuichi Kiyonari tweede in het kampioenschap. Dat jaar keerde hij tevens terug in het WK superbike op een Honda. In de seizoensopener op Phillip Island viel hij in voor de geblesseerde Broc Parkes, terwijl hij op Silverstone deelnam als wildcardcoureur. Een twaalfde plaats in de laatste race was zijn beste klassering. In 2011 stapte hij binnen het Brits kampioenschap over naar een Suzuki en behaalde hij twee zeges op Brands Hatch en Silverstone. Met 598 punten werd hij vijfde in de eindstand.

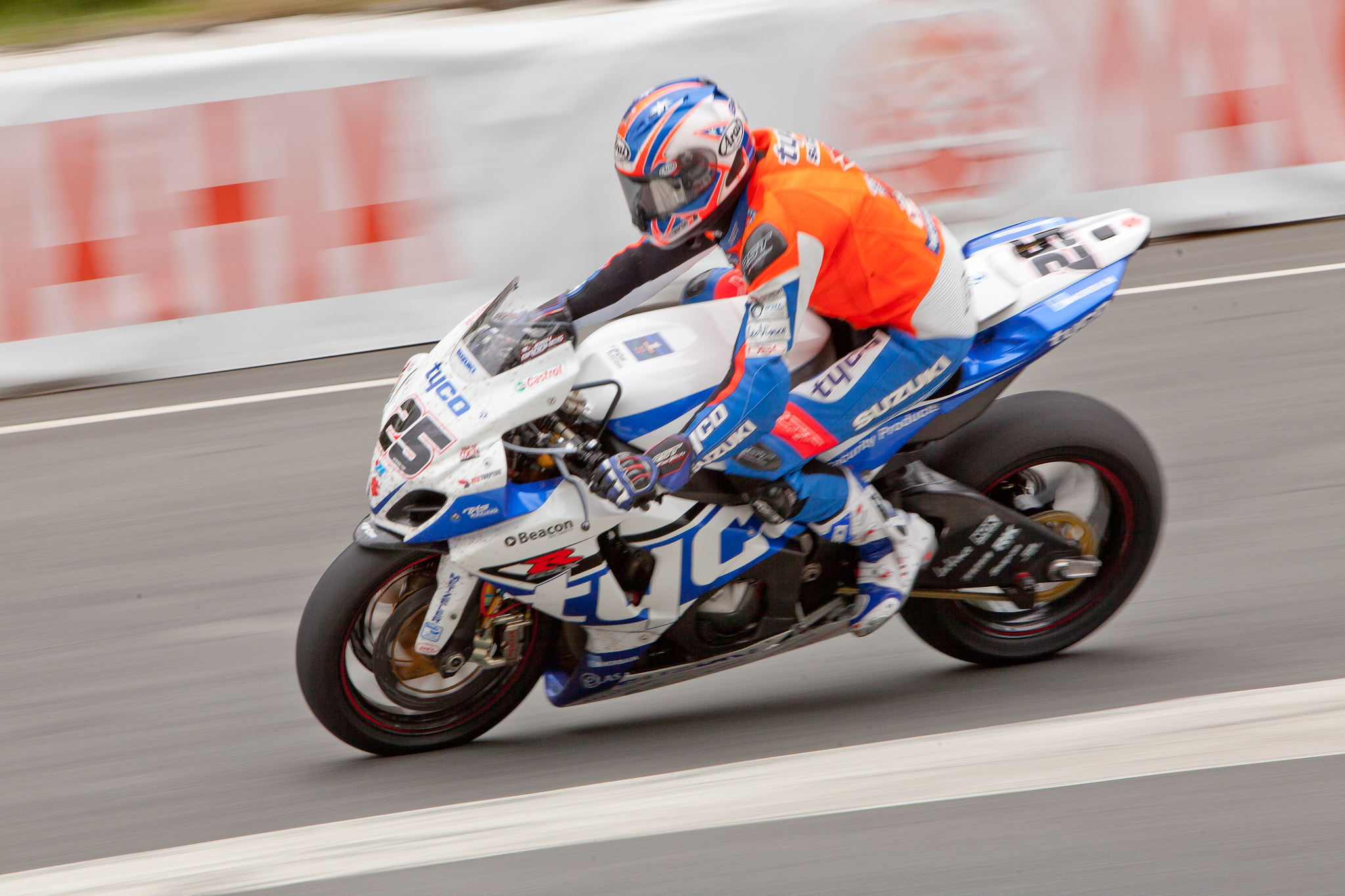
Josh Brookes tijdens de Isle of Man TT in 2013.

In 2012 behaalde Brookes overwinningen in het Brits kampioenschap superbike op Thruxton, Donington (tweemaal) en het TT-Circuit Assen. Met 655 punten eindigde hij achter Shane Byrne als tweede in het klassement. Ook keerde hij dat jaar terug in het WK superbike op een Suzuki als vervanger van de geblesseerde John Hopkins in de openingsronde op Phillip Island, waarin hij als zestiende en vijftiende eindigde. In 2013 won hij vijf races, waarvan vier op Brands Hatch en een op Oulton Park. Met 621 punten werd hij achter Alex Lowes en Byrne derde in het kampioenschap. Ook debuteerde hij dat jaar in de Isle of Man TT, waarin hij tiende werd in de superbike-klasse.
In 2014 maakte Brookes binnen het Brits kampioenschap superbike de overstap naar een Yamaha. Hij won dat jaar vier races, die evenredig verdeeld waren tussen Oulton en Thruxton. Met 584 punten werd hij achter Byrne, Kiyonari en Tommy Bridewell vierde in de eindstand. In 2015 behaalde hij dertien overwinningen, inclusief "dubbels" (twee zeges in een weekend) op Thruxton, Cadwell, Assen, Silverstone en tweemaal op Brands Hatch. Met 703 punten werd hij voor het eerst gekroond tot kampioen in de klasse, ondanks een uitvalbeurt in de seizoensfinale.
In 2016 reed Brookes zijn eerste volledige seizoen in het WK superbike op een BMW. Hij kende een lastig seizoen, waarin een zevende plaats in Lausitz zijn beste resultaat was. Met 89 punten werd hij veertiende in het klassement. In 2017 keerde hij terug naar het Brits kampioenschap superbike, waarin hij wederom op een Yamaha reed. Hij behaalde drie zeges op Thruxton, Silverstone en Brands Hatch en behaalde 634 punten, waardoor hij slechts drie punten achterstand had op de uiteindelijke kampioen Shane Byrne. Ook reed hij dat jaar zijn laatste races in het WK superbike op een Yamaha op Phillip Island als wildcardcoureur; in de eerste race viel hij uit, terwijl hij in de tweede race twaalfde werd.
In 2018 won Brookes drie races in het Brits kampioenschap superbike; twee op Brands Hatch en een op Thruxton. Met 584 punten werd hij achter Leon Haslam, Jake Dixon en Glenn Irwin vierde in de eindstand. In 2019 stapte hij over naar een Ducati en behaalde hij in totaal tien overwinningen, waaronder twee "dubbels" op Oulton Park en Brands Hatch en een driedubbele zege in het laatste raceweekend, eveneens gehouden op Brands Hatch. Met 692 punten werd hij tweede, slechts vijf punten achter kampioen Scott Redding. In 2020 won hij vijf races: een op zowel Snetterton, Oulton en Donington en twee op Brands Hatch. Met 288 punten werd hij voor de tweede keer kampioen in de klasse. In 2021 kende hij een moeilijk seizoen waarin hij geen overwinningen behaalde en in totaal slechts vier keer op het podium eindigde. Met 1079 punten werd hij zesde in de rangschikking. In 2022 reed hij wederom op een Ducati in de klasse.